# Didactylia varia
Didactylia varia är en skalbaggsart som beskrevs av Schmidt 1908. Didactylia varia ingår i släktet Didactylia och familjen Aphodiidae. Inga underarter finns listade i Catalogue of Life.